# Mike Dabich
Michael Lee "Mike" Dabich (Lander, Wyoming; 27 de diciembre de 1942) es un exjugador de baloncesto estadounidense que jugó una temporada en la ABA. Con 2,13 metros, jugaba en la posición de pívot. 

## Trayectoria deportiva

### Universidad
Tras pasar dos temporadas en el pequeño Sheridan College, donde en su segundo año fue incluido en el tercer equipo All-American de universidades pequeñas, jugó dos temporadas con los Aggies de la Universidad Estatal de Nuevo México, en las que promedió 16,3 puntos y 9,6 rebotes por partido,

### Profesional
Fue elegido en la sexagésima posición del Draft de la NBA de 1966, en la séptima ronda, por los New York Knicks, pero no llegó a jugar con el equipo. Firmó su primer contrato profesional con los Akron Goodyear Wingfoots, de la National Alliance of Basketball Leagues, con los que consiguió el campeonato, que le dio derecho a jugar la Copa Intercontinental, en la que se proclamaron campeones tras derrotar en la final al Ignis Varese italiano, en un partido en el que Dabich anotó dos puntos.
En la temporada 1967-68 fichó por los Oakland Oaks de la ABA, donde se pierde el inicio de la temporada por una lesión en el brazo. Disputó solo siete partdos con los Oaks, en los que promedió 1,4 puntos y 0,9 rebotes por encuentro. Acabó la temporada jugando con los Dallas Chaparrals tres partidos, en los que promedió 3,3 puntos y 2,3 rebotes.

## Estadísticas de su carrera en la ABA

### Temporada regular
| Año     | Equipo  | PJ | PT | MPP | %TC  | %3P | %TL  | RPP | APP | ROB | TPP | PPP |
| ------- | ------- | -- | -- | --- | ---- | --- | ---- | --- | --- | --- | --- | --- |
| 1967-68 | Oakland | 7  | -  | 3.7 | .800 | -   | .500 | .9  | .1  | -   | -   | 1.4 |
| 1967-68 | Dallas  | 3  | -  | 7.7 | .571 | -   | .400 | 2.3 | .3  | -   | -   | 3.3 |
| Total   | Total   | 10 | -  | 4.9 | .667 | -   | .444 | 1.3 | .2  | -   | -   | 2.0 |